# Karne Kunst
Karne Kunst es una iniciativa cultural y artística, fundada en 2017, con sede en Berlín, dedicada a promover el arte socialmente comprometido, centrándose en dar visibilidad a voces subrepresentadas, perspectivas feministas y narrativas de migración.

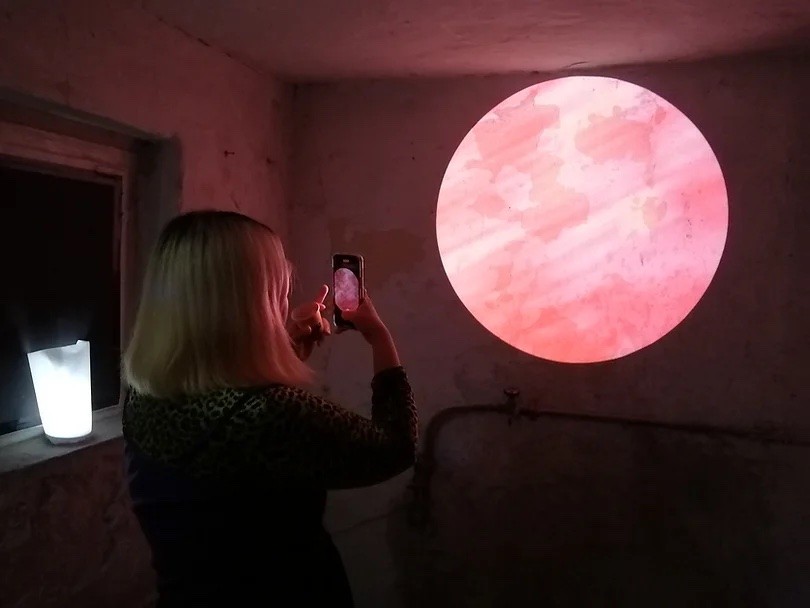

El proyecto ha sido destacado en revistas culturales de Berlín.Sus objetivos son:
- Apoyar y promover el arte latinoamericano y a artistas con antecedentes migratorios en Alemania.
- Proporcionar una plataforma para expresiones artísticas feministas y políticamente comprometidas.
- Cuestionar estereotipos y estructuras de poder a través de actividades culturales.
- Empoderar a artistas de comunidades marginadas, facilitando el acceso a recursos y redes.

## Exposiciones
Karne Kunst ha organizado numerosas exposiciones centradas en temas feministas y activismo político que incluyen:
- Habitar la imagen, exposición multimedia centrada en la representación femenina a través de la fotografía contemporánea, proponiendo un nuevo imaginario visual desde perspectivas feministas y decoloniales. La muestra reúne obras que abordan temas de identidad, género y empoderamiento visual, cuestionando estereotipos y promoviendo la reflexión crítica sobre el cuerpo y su representación en el arte actual.[2] La primera edición de se presentó en formato virtual en 2022, en respuesta a las restricciones impuestas por la pandemia de COVID-19. La plataforma Creative City Berlin destacó la iniciativa por su capacidad de conectar con audiencias globales a través de propuestas innovadoras en torno a la autorrepresentación femenina.[3] En 2024, la exposición formó parte del proyecto Bildbewohnung, desarrollado en el distrito de Friedrichshain-Kreuzberg de Berlín. La propuesta recibió elogios por su capacidad de transformar la representación visual desde una perspectiva crítica y social, explorando nuevas formas de habitar el cuerpo a través de la imagen.[4] La muestra ha sido reconocida por críticos y medios especializados por su enfoque transformador y su capacidad de generar diálogos en torno a la representación visual femenina. La crítica cultural Cherry Adam señaló que la exposición plantea un nuevo imaginario femenino al cuestionar la mirada tradicional impuesta sobre el cuerpo de las mujeres.[5] La Revista Desbandada también destacó el impacto de la muestra en la creación de narrativas visuales que desafían el patriarcado, promoviendo espacios seguros para el diálogo y la reflexión sobre el cuerpo y la imagen.[6]

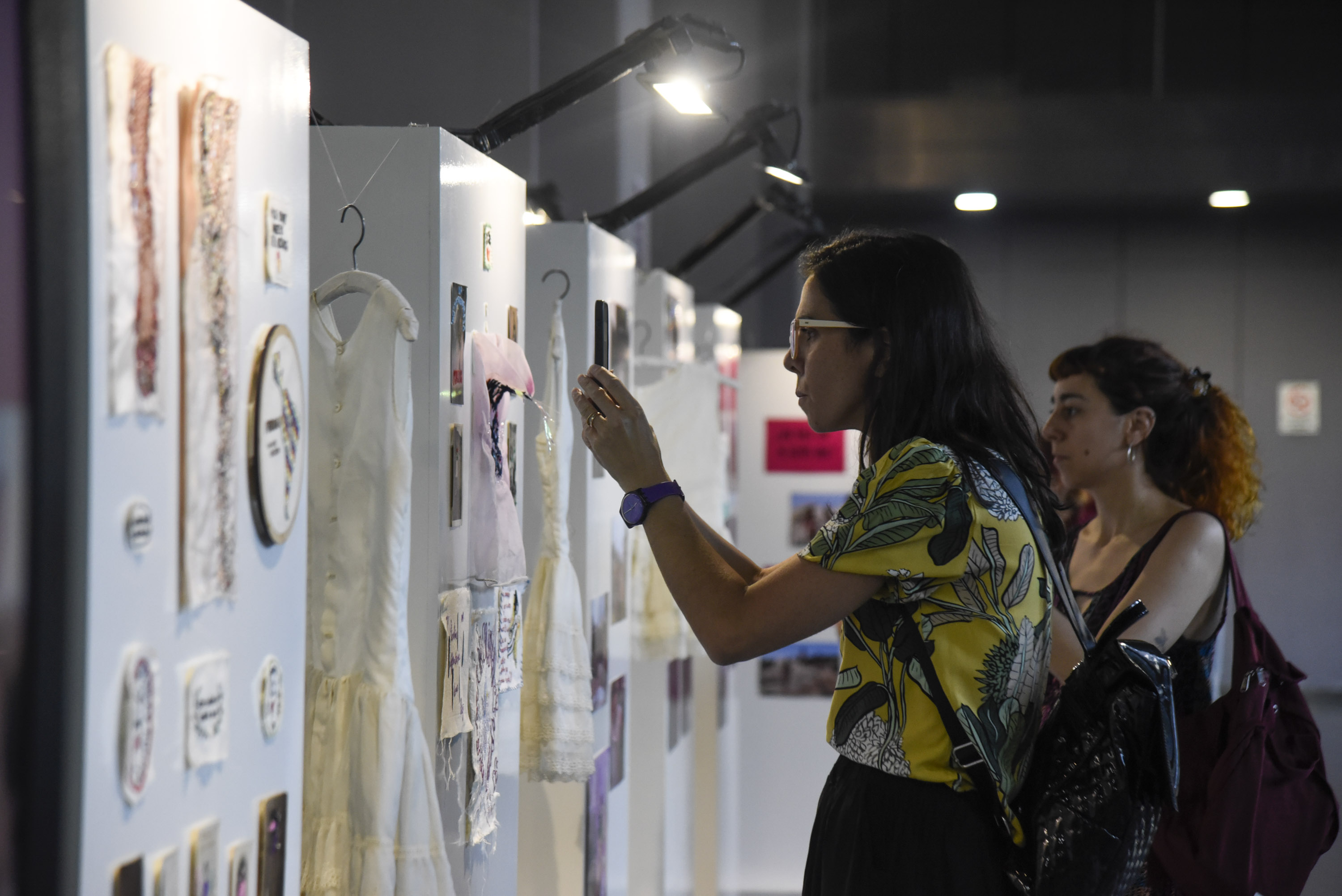
Exhibición Nosotras Luchamos

- Exhibición Nosotras LuchamosNosotras Luchamos / Wir Kämpfen, exposición itinerante que visibiliza el papel de las mujeres en las luchas políticas y sociales desde una perspectiva feminista y decolonial. La muestra ha recorrido espacios culturales en Alemania y Argentina, promoviendo el diálogo sobre justicia social y resistencia.[7]

- Cámara de Diputados de la Nación Argentina (Buenos Aires, 2022): Inauguración en el Salón de los Pasos Perdidos, destacando luchas feministas desde el Sur Global [8] [9]Exhibición "Nosotras Luchamos" por Karne Kunst

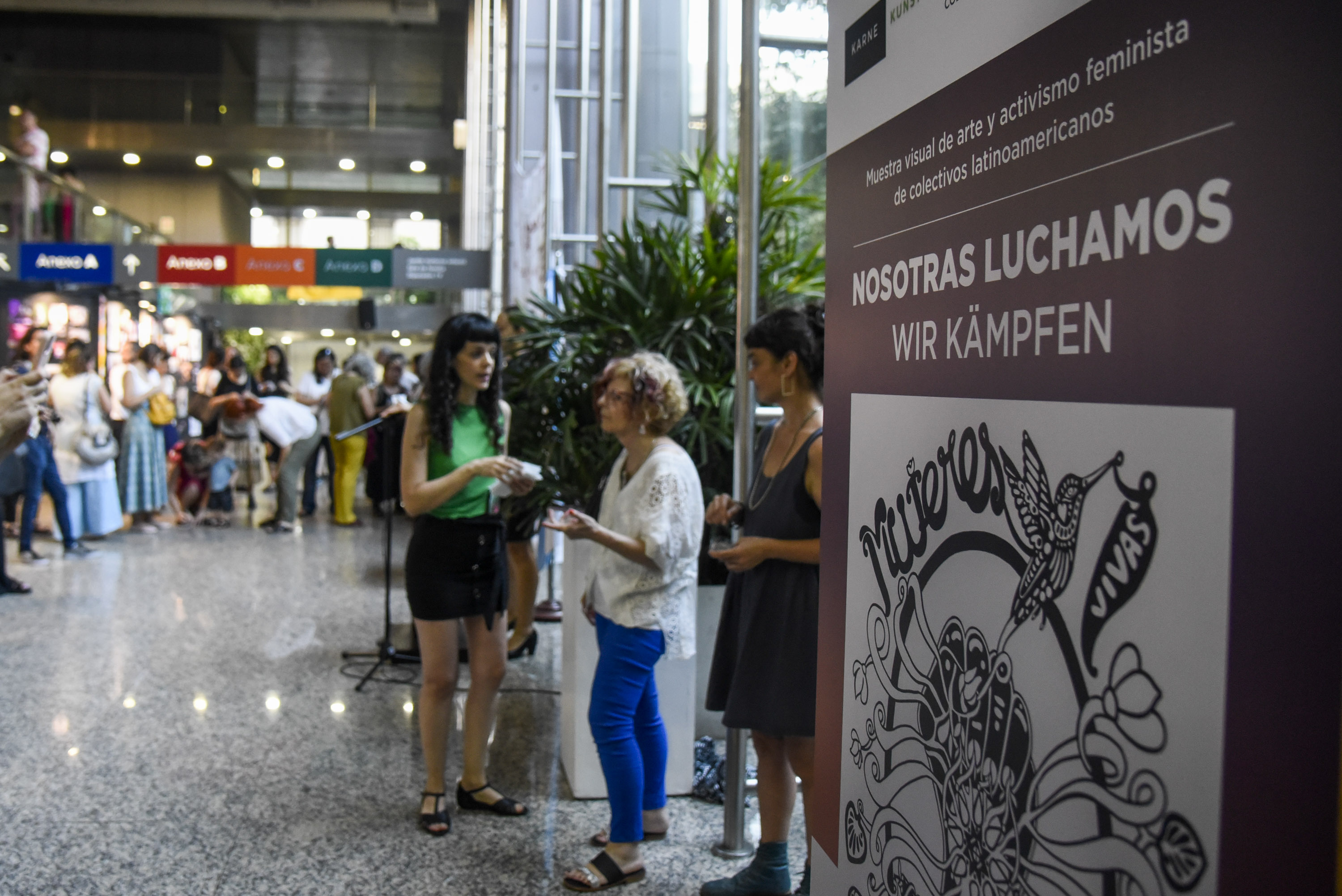
Exhibición "Nosotras Luchamos" por Karne Kunst

- Biblioteca de Pankow (Berlín, 2020): Presentación en el marco del Día Internacional de la Mujer, enfocada en las historias de mujeres migrantes.[10]
- Bucher Bürgerhaus (Berlín, 2023), exposición acompañada de un taller sobre metodologías artísticas feministas. [10]

- Berlin gegen das Patriarchat, exposición colectiva sobre feminismo desde una perspectiva del Sur Global, abordando temas de resistencia al patriarcado y lucha decolonial (Revista Desbandada).

- Universidad de Heidelberg (2023), muestra incluida en el boletín académico como ejemplo de arte comprometido en contextos migratorios y feministas [11]

- Nest. Maternar en Residencia / Resistencia, programa de residencias artísticas dedicado a madres y sus hijos, que busca integrar los procesos de cuidado con la creación artística. El proyecto promueve un enfoque interseccional y decolonial, proporcionando un espacio para la producción artística mientras se reconoce y valora el acto de maternar como parte fundamental del proceso creativo. El programa fue concebido como una respuesta a la falta de espacios artísticos que consideren las necesidades específicas de las madres artistas. Desde su inicio, ha tenido lugar en diferentes contextos geográficos, abordando la intersección entre la práctica artística y la experiencia de la maternidad.

El programa está registrado en la plataforma de la Internationale Gesellschaft der Bildenden Künste (IGBK), que lo incluye en su red de residencias artísticas en Alemania. El proceso de creación y las experiencias de las artistas participantes en la edición de 2022 han sido documentados en la publicación digital de Erayotodoeltiempo 

### Ediciones Destacadas
- Alemania (Coswig Anhalt): La residencia se lleva a cabo en el Projektraum Coswig, proporcionando un entorno para madres y niños, promoviendo el intercambio artístico y comunitario. El programa está diseñado para facilitar el acceso de artistas locales e internacionales, fomentando el diálogo intercultural.[14]

- Colombia (2025): La edición colombiana se realizó en febrero de 2025, en la región del Eje Cafetero, donde se abordarán temáticas de sostenibilidad y prácticas artísticas comunitarias en un contexto natural. Esta edición cuenta con el apoyo de la red internacional Res Artis, que lo incluye en su catálogo de residencias artísticas.[15]